# きしろ
株式会社きしろ（かぶしきがいしゃ きしろ）は、兵庫県明石市天文町に本社を置く、船舶用エンジンの製造会社。

## 概要
1915年（大正4年）に船舶用エンジンの製造会社として創業し、エネルギー産業分野、航空機産業分野へも事業を展開している。
船舶用クランクシャフトの部品製造において世界シェア40%の実績があり、推進軸、中間軸、連接棒、ピストン棒など船舶用エンジン周りの部品では、世界から評価を得ている。
製造は兵庫県内の播磨工場（加古郡播磨町）、土山工場（加古川市）、高砂工場（高砂市）で行っており、船舶、重電、原子力、航空機、一般産業用などの超大型鋳鍛鋼品から中小型品までの機械加工および、合金チタン、高合金、高強度ステンレスなどの難削材の機械加工を得意としている。

## 沿革
- 1915年（大正4年） - 元大阪発動機の木代重行が明石市で船舶用発動機の製造を目的に「きしろ発動機」として個人創業する[3]。
- 1926年（大正15年） - 株式会社に改組。
- 1944年（昭和19年） - 戦時中海軍の指示により鐘淵紡績株式会社に合流。
- 1945年（昭和20年） - 製造部門の責任者を務めていた松本金次が中心となり[4]、きしろ発動機株式会社として再発足。
- 1947年（昭和22年） - 鐘淵紡績の保有していた明石造機工場を買い戻し発動機製造を再開[3]。
- 1953年（昭和28年） - 鋳鍛鋼品の切削加工業に転業。
- 1955年（昭和30年） - 樹脂部門を発足し、射出成型業務をはじめる。
- 1959年（昭和34年） - 発動機製造から撤退[3]。
- 1960年（昭和35年）5月12日 - 樹脂部門を独立、明石化成工業株式会社を設立。
- 1968年（昭和43年） - 土山工場完成。
- 1973年（昭和48年）
  - 播磨工場完成。
  - 10月1日 - 営業部門を独立、きしろ商事株式会社を設立。
- 1991年（平成3年） - 株式会社きしろに社名変更。
- 2004年（平成16年） - 本社を現在地に移転。
- 2009年（平成21年）8月1日 - きしろテクノロジー株式会社設立。
- 2010年（平成22年） - 高砂工場完成。
- 2014年（平成26年）8月 - JIS Q 9100認証取得。
- 2015年（平成27年） - 播磨精機工場完成。
- 2017年（平成29年） - 経済産業省より地域未来牽引企業に選定される[5][6]。

## 主要製品
船舶用クランクシャフト製造など
- 船舶 - クランクシャフト、推進軸、中間軸、連接棒、 ピストン棒、シリンダーフレーム
- 航空機 - ジェットエンジン部品、機体及び翼部品、降着装置
- エネルギー - 排気車室、高中低圧ケーシング、キャスク、シェル、ローター
- 産業機械 - キルンタイヤ、金枠 、プレス用エキセン軸、タイロッド、破砕機部品、タイヤ加硫機部品、液晶部品
- 製鉄設備 - カップリング、スピンドルシャフト、バックアップロール、圧下スクリュー
- インフラ設備 - シールド堀進機、ケーブルバンド、塔頂サドル
- 物流、運搬 - 巻上ドラム、自走台車

## 本社・工場
- 本社 - 兵庫県明石市天文町2-3-20（北緯34度38分48秒 東経134度59分59秒 / 北緯34.646650度 東経134.999780度）
- 事業所
  - 土山工場  - 兵庫県加古川市平岡町土山489-1（北緯34度43分55秒 東経134度53分18秒 / 北緯34.732026度 東経134.888288度）
  - 高砂工場 - 兵庫県高砂市荒井町新浜2-3-1（神鋼高砂製作所内）（北緯34度45分19秒 東経134度46分38秒 / 北緯34.755265度 東経134.777299度）
  - 播磨工場 - 兵庫県加古郡播磨町新島12-2（北緯34度42分21秒 東経134度51分15秒 / 北緯34.705703度 東経134.854238度）
  - 播磨精機工場 - 兵庫県加古郡播磨町新島12-2

## グループ企業
- 明石化成工業株式会社 - 兵庫県明石市天文町2-3-20
- きしろ商事株式会社 - 兵庫県明石市天文町2-3-20
- きしろテクノロジー株式会社 - 兵庫県明石市天文町2-3-20
- ナイスグリーン - 兵庫県加古郡播磨町北本荘2-9

## その他
- 兵庫県立施設ネーミングライツスポンサーとして、兵庫県立明石公園陸上競技場を兵庫県立きしろスタジアムと命名している[8]。
- メガソーラー発電事業を明石クリーンセンター敷地内（市有地）に設置運用[9]。
- 2008年度（第4回）まで、日本将棋連盟関西本部主催で きしろ杯争奪関西女流メイショウ戦が開催されていた[10]。
- 同社所有の「大型旋盤15299機」（旧呉海軍工廠の砲身工場にて大和型戦艦の砲身を制作）を大和ミュージアムに寄贈した[11]。